# An de Eck steiht’n Jung mit’n Tüdelband

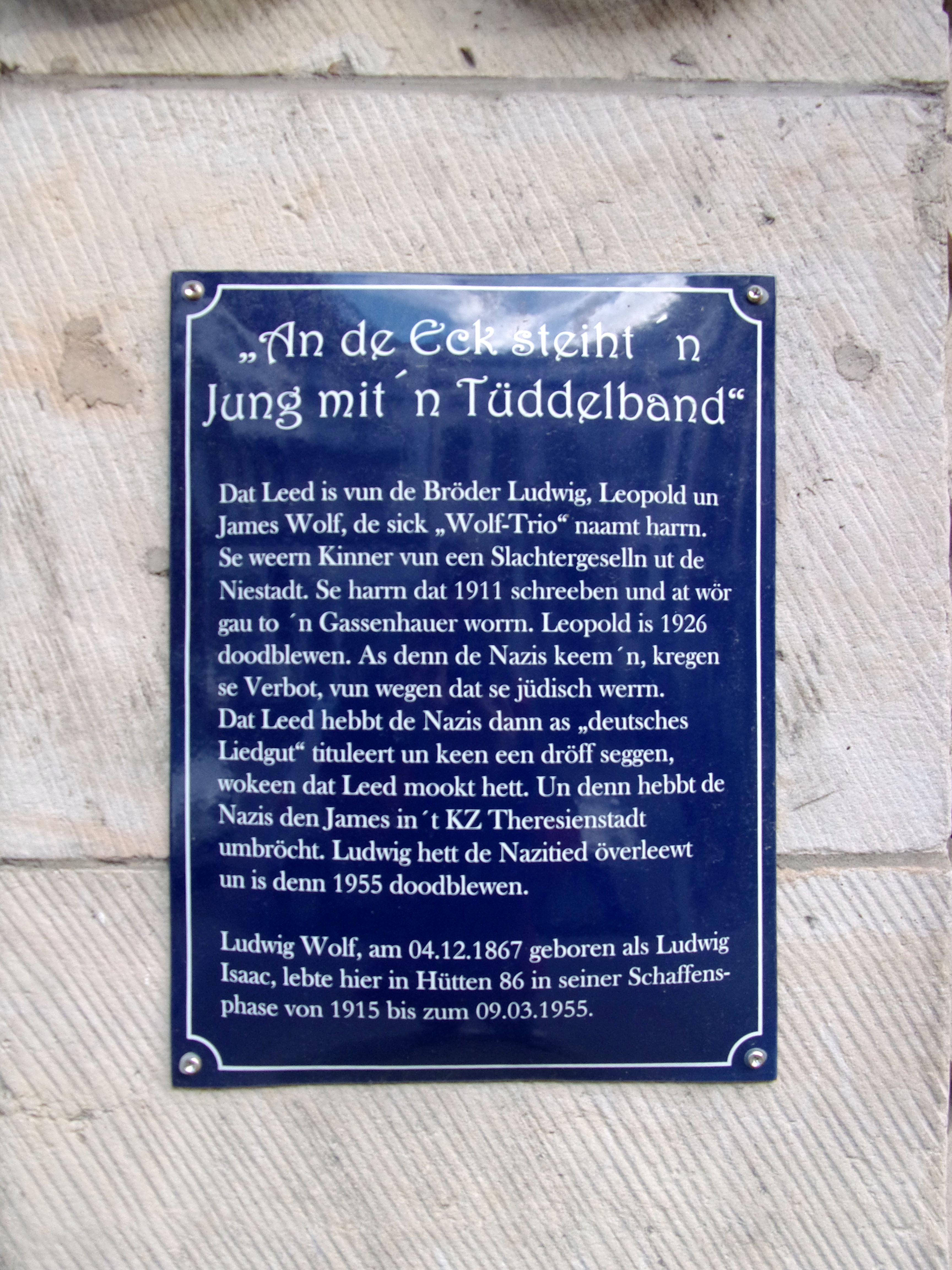

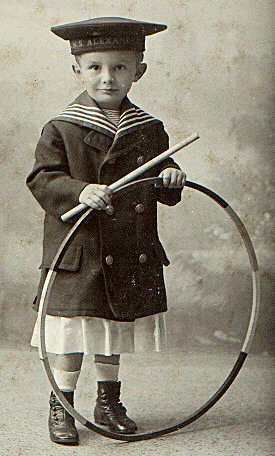
Junge mit Trüdelband (Reifen) etwa 1902–1905

An de Eck steiht’n Jung mit’n Tüdelband, auch bekannt unter den Titeln An de Eck steiht’n Jung mit’n Trudelband und En echt Hamborger Jung ist ein plattdeutsches Couplet, dessen Entstehungsgeschichte 1911 mit den Gebrüdern Wolf begann.

## Entstehungsgeschichte

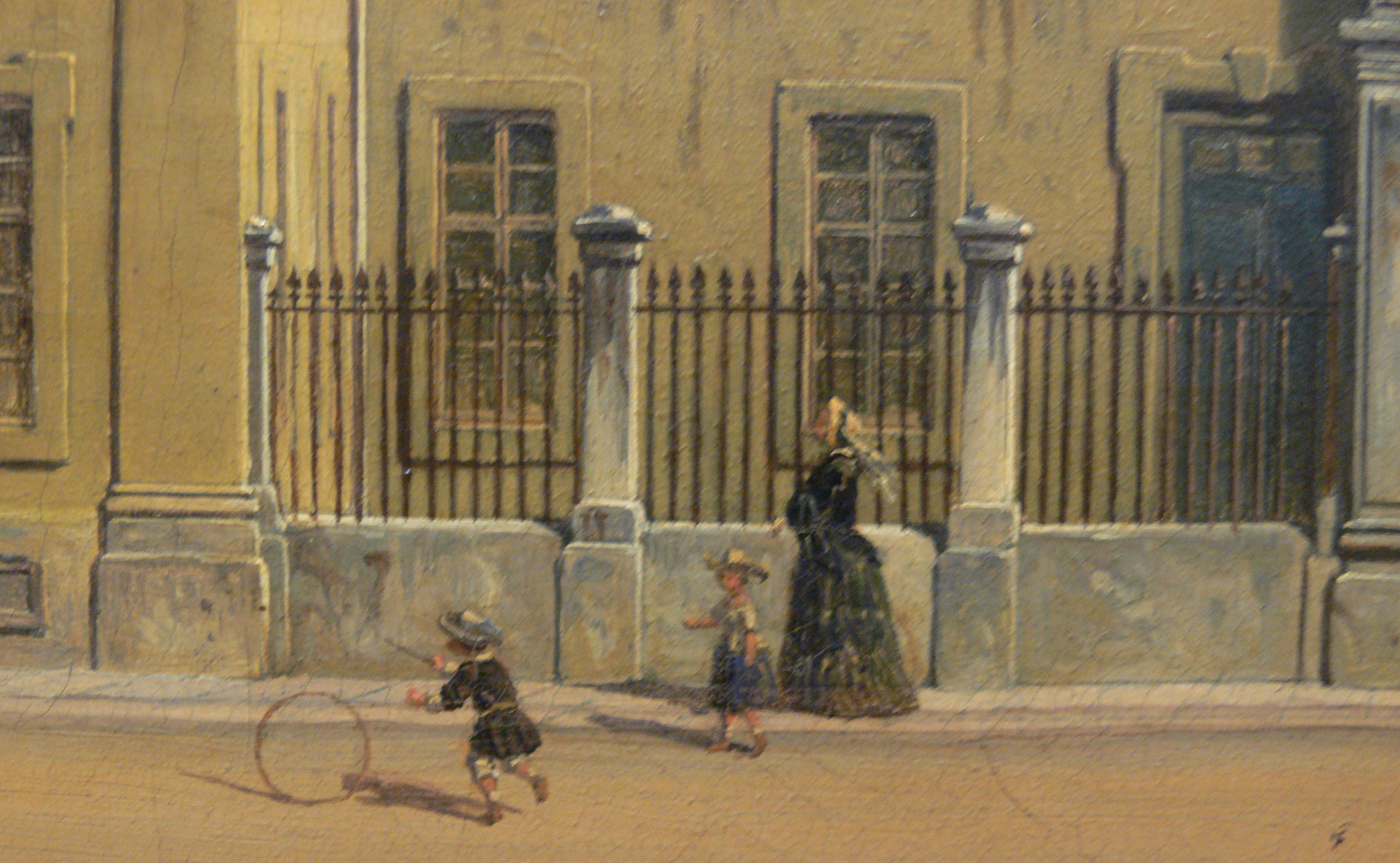
Kind beim Reifentreiben. Mathias Artaria, 1853 (Ausschnitt)

Im Mai 1911 textete Ludwig Wolf, zusammen mit seinem drei Jahrzehnte später ins KZ Theresienstadt deportierten und dort umgekommenen Bruder James Wolf, das Couplet En echt Hamborger Jung. Das Lied umfasste zu diesem Zeitpunkt fünf Strophen und hatte keinen Refrain. Die zweite Strophe entspricht dabei weitgehend der heute bekannten ersten Strophe des Liedes. Allerdings handelt sie von einem Bengel mit ’n Trudelband. Das Trudelband – später auch Tüdelband – bezeichnete hierbei einen als Spielzeug genutzten Reifen (zu jener Zeit häufig ein Eisenring für Holzfässer), den Kinder mit einem Stöckchen vor sich hertrieben. Erstmals aufgeführt wurde das Lied 1917 im Bieber-Café am Hamburger Hauptbahnhof. Die Melodie entsprach damals allerdings noch nicht der heute bekannten, diese stammt von dem Hamburger Coupletsänger Charly Wittong. Er sang in den 1920er Jahren den Titel En echt Hamborger Deern, der auch auf Schellackplatte veröffentlicht wurde. Als Verfasser des Textes wurde dort „M. Wolf“ genannt. Da die Wolf-Brüder Ludwig und Leopold damit nicht in Frage kommen, könnte Magda Wolf, die Frau des ältesten Bruders Ludwig, die Idee gehabt haben, dem Jungen ein Mädchen an die Seite zu stellen. Der Text der heute bekannten zweiten Strophe mit der Deern mit’m Eierkorv, dem Mädchen mit dem Eierkorb, stammt aber von Walter Rothenburg, einem Hamburger Schriftsteller und Boxpromoter. Rothenburg pflegte freundschaftlichen Umgang mit vielen Volkssängern, für die er gelegentlich auch Texte verfasste.

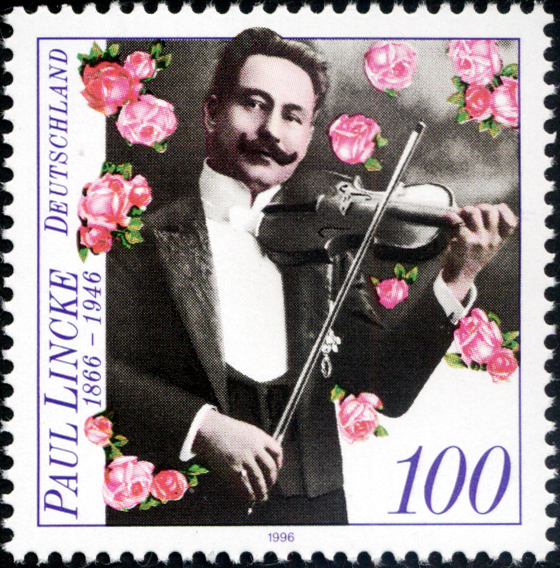
Paul Lincke auf einer Briefmarke zu seinem 50. Todestag

Auch der Refrain stammt aus mehreren Quellen. Die Melodie geht auf den Berliner Komponisten und Theaterkapellmeister Paul Lincke zurück. Dieser schrieb 1893 das Lied Die Gigerlkönigin für die Wiener Sängerin Paula Menotti. 1897 erschien das Lied bei Hymnophon auf Schallplatte und wurde im gesamten deutschsprachigen Raum bekannt. Der Text lautete „Sehen Sie, das ist mein Geschäft, das bringt heute noch was ein, ’ne jede aber kann das eben nicht, das muss verstanden sein.“ In Hamburg wurde zunächst der zweite Teil zur heute bekannten Variante umgedichtet und lautete nun „… ein jeder aber kann das nicht, er muss aus Hamburg sein!“ Eine Gruppe Hamburger wilder Wandervögel griffen das Lied ebenfalls auf. Diese Jugendlichen hatten in den 1920er Jahren ihr Ausflugslokal auf dem Falkenberg im heutigen Hamburg-Hausbruch. Sie reimten einen neuen Text auf die Wirtin des Lokals: „Klaun, klaun, Äppel wolln wir klaun, man muss sich bloß mal traun. Mutter Ihde seggt, de Äppel sünd slecht, de loot sik gornich verdaun.“ (Mutter Ihde sagt, die Äpfel sind schlecht, die lassen sich nicht verdauen.) Dieser Text wurde dann immer wieder leicht verändert und irgendwann in der heutigen Form an die Strophen vom Hamborger Jung angehängt.

## Aktuelle Versionen
Deutschlandweite Bekanntheit erlangte der Titel vor allem durch die Volksschauspielerin Heidi Kabel, die ihn regelmäßig bei Auftritten in Fernsehsendungen gesungen hat.
Jan Fedder sang das Lied im 1981 produzierten Spielfilm Das Boot und auf seinem 1998 veröffentlichten Album Aus Bock.
Die Folkband De Plattfööt sang eine abgewandelte Version des Liedes auf dem 1985 erschienenen Album Songs ut Meckelbörg. In ihrer Version werden Erlebnisse verschiedener Mecklenburger Kinder besungen.
2003 produzierte Jens Huckeriede den Dokumentarfilm Return of the Tüdelband – Gebrüder Wolf Story. In diesem Film wird neben der Geschichte der Gebrüder Wolf ein Rückblick auf die ungewöhnliche Geschichte von An de Eck steiht’n Jung mit’n Tüdelband gegeben und ein musikalischer Bogen gespannt, der 1895 bei den Wolfs beginnt und mit einer HipHop-Version des Couplets in der Gegenwart endet. Dieser aktuelle Bezug wird mit dem in Kalifornien lebenden Musiker Dan Wolf, einem Urenkel von Leopold Wolf, hergestellt.
Auf seinem 2008 erschienenen Album Mondo Cherry persifliert Jacques Palminger das Lied in seinem Titel Tüdeldub.
In den Saisons 2010/2011 und 2011/12 der Fußball-Bundesliga war das Lied die Torhymne des Hamburger SV.
Axel Prahl sang das Lied 2012 im Fernsehfilm Tatort: Das Wunder von Wolbeck.
Die Hamburger Musikgruppe Die Tüdelband bezieht sich mit ihrer Namenswahl auf dieses Lied.
Auf dem Giraffenaffen Album Nummer 3 singt Anna Depenbusch ihre Interpretation von An de Eck steiht’n Jung mit’n Tüdelband.
Die Bremer Gruppe Die Grenzgänger hat das Lied 2012 auf ihrem Album Dunkel war’s der Mond schien helle (Lieder der Kinder) in einem Medley mit Bei Müllers hats gebrannt aufgenommen. Beide Kinderlieder stammen etwa aus der gleichen Zeit und haben das Stehlen von Äpfeln zum Thema.
Der Sänger Yared Dibaba veröffentlichte 2016 auf seinem Album Land in Sicht  "Das Tüdelband Lied".

## Denkmal

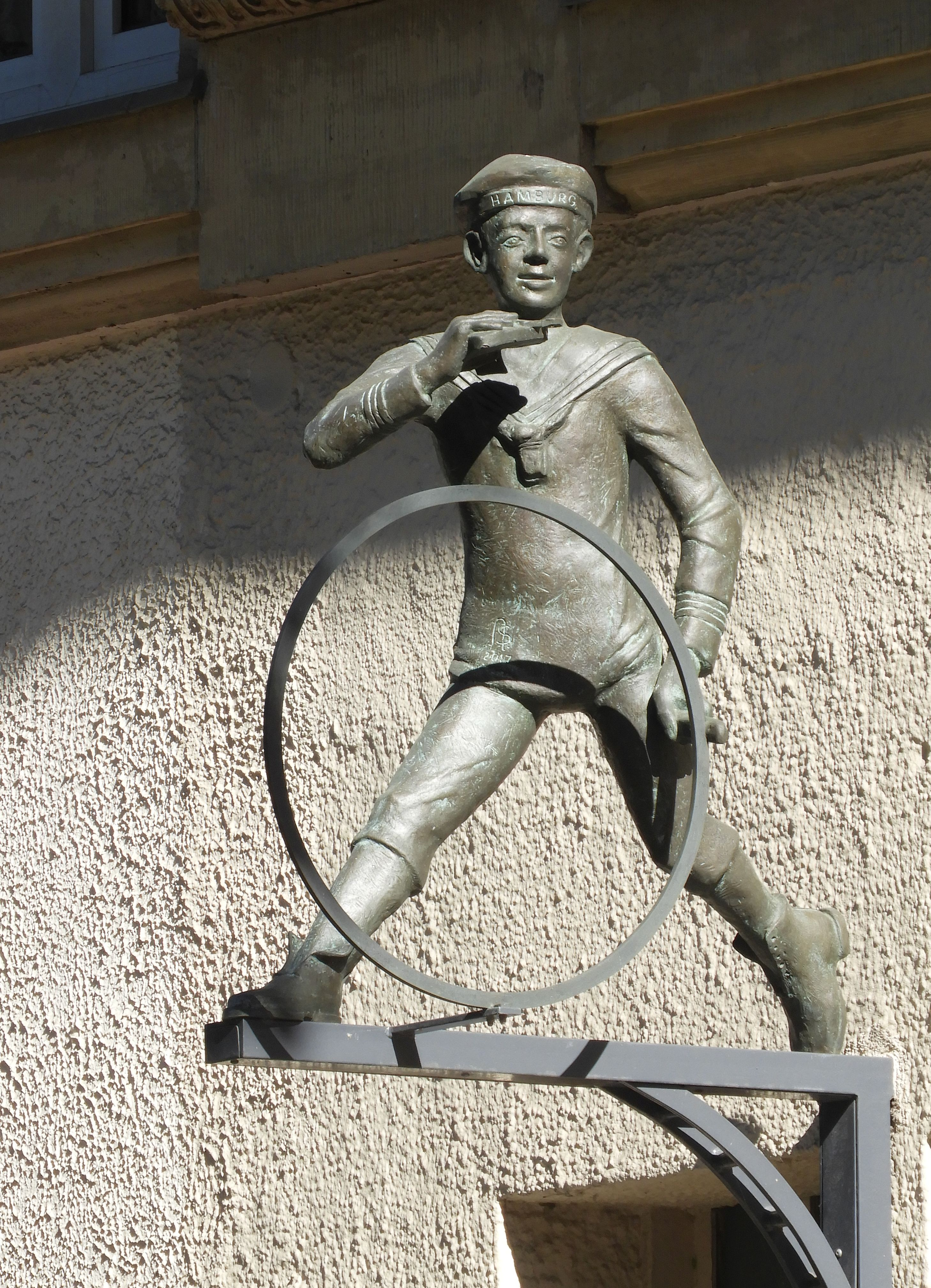
Skulptur „Der Jung mit n Tüdelband“ von Siegfried Assmann in Hamburg

Am 4. Mai 2019 wurde an der Fassade des ehemaligen Wohnhauses von Ludwig Wolf, dem Gebäude Hütten 86 in der Hamburger Neustadt, die Bronzeskulptur  „Der Jung mit dem Tüdelband“ enthüllt. Die Idee, den Gebrüdern Wolf und dem Lied an diesem Ort ein Denkmal zu setzen, hatte der jetzige Hausbesitzer, Sven Friemuth. Er beauftragte den bekannten Maler und Bildhauer Siegfried Assmann mit der Fertigung der Plastik. Den Festakt begleiteten musikalisch die „Söhne Hamburgs“ – Stefan Gwildis, Joja Wendt und Rolf Claussen – sowie der Schauspieler Peter Franke. Lotti Höbejögi, eine Tochter Ludwig Wolfs, enthüllte im Beisein von Johann-Hinrich Möller, einem Großneffen von Leopold Wolf, und in Anwesenheit des Künstlers die Plastik. Sie zeigt einen Hamburger Jungen – „Hamburg“ steht auf der Mütze der Figur – mit dem aus dem Liedtext bekannten Reifen und Butterbrot.

## Melodie und Text
Hier die bekannteste Textversion, mit örtlichem Bezug zur Herkunftsstadt „Hamburg“, aber es sind auch andere Orte/Städte, wie z. B. „Husum“ und „Flensburg“, üblich. Die Noten sind für Akkordeon arrangiert/optimiert.

## Übersetzung
Plattdeutsch

An de Eck steiht ’n Jung mit ’n Tüddelband.

In de anner Hand ’n Bodderbrood mit Kees.

Wenn he blots nich mit de Been in ’n Tüddel kümmt.

Un dor liggt he ok all lang op de Nees.

Un he rasselt mit ’n Dassel op ’n Kantsteen.

Un he bitt sick ganz geheurig op de Tung.

As he opsteiht, seggt he: Hett nich weeh doon,

is ’n Klacks för so ’n Hamborger Jung

Klaun, klaun,

Äppel wüllt wi klaun.

Ruck zuck övern Zaun.

Ein jeder den aber kann dat nich,

denn er muss aus Hamburg sein.

An de Eck steiht ’n Deern mit ’n Eierkorf,

in de anner Hand ’n groote Buddel Rum.

Wenn se blots nich mit de Eier op dat Plaaster sleit

un dor seggt dat ok al lang „bum bum“.

Un se smitt de Eiers un den Rum tosomen

un se seggt „So’n Eiergrog den hebb ik geern“

as se opsteiht, seggt se: „hett nich weeh doon,

is'n Klacks för ’ne Hamborger Deern“
Hochdeutsch

An der Ecke steht ein Junge mit einem Reifen.

In der anderen Hand ein Butterbrot mit Käse.

Wenn er nur nicht mit den Beinen durcheinander kommt.

Und da liegt er auch schon auf der Nase.

Und er stößt mit dem Kopf auf den Kantstein/Bordstein.

Und er beißt sich ganz gehörig auf die Zunge.

Als er aufsteht, sagt er: Hat nicht weh getan,

ist ein Kinderspiel für so einen Hamburger Jungen.

Klauen, klauen,

Äpfel wollen wir klauen.

Ruckzuck über den Zaun,

Ein jeder aber kann das nicht,

denn er muss aus Hamburg sein.

An der Ecke steht ein Mädchen mit einem Eierkorb,

in der anderen Hand eine große Flasche Rum.

Wenn sie nur nicht mit den Eiern auf den Pflasterstein fällt,

und da sagt/macht es auch schon "Bumm, bumm".

Und sie schmeißt die Eier und den Rum zusammen,

und sie sagt: "So einen Eiergrog habe ich gern."

Als sie aufsteht, sagt sie: Hat nicht weh getan,

ist ein Kinderspiel für ein Hamburger Mädchen.